# Vexillology
Albums de deadmau5
Get Scraped
(2005) Random Album Title
(2008)
Vexillology est le second album studio de Deadmau5, sorti en 2006, sous le label Play Digital. Cet album marque un tournant par rapport au style de deadmau5 qui était plus orienté vers le breakbeat et dans la trance psychédélique dans son premier album.

## Liste des pistes
| No  | Titre           | Durée |
| --- | --------------- | ----- |
| 1.  | 1981            |       |
| 2.  | Bounce          |       |
| 3.  | Drfunkenstein   |       |
| 4.  | Fustercluck     |       |
| 5.  | Lai             |       |
| 6.  | Orca            |       |
| 7.  | Plus            |       |
| 8.  | Apply Overnight |       |
| 9.  | TL7             |       |
| 10. | Trepid          |       |